# II. Flakkorps
II. Flakkorps foi uma unidade de defesa antiaérea da Luftwaffe, criada a 3 de Outubro de 1939, e que prestou serviço até ao último dia da Segunda Guerra Mundial.

## Comandantes
- Generaloberst Otto Deßloch — (3 de Outubro de 1939 — 31 de Março de 1942)[2]
- General Job Wilhelm Odebrecht — (1 de Novembro de 1943 — 8 de Maio de 1945)[2]